# Montgomery (Illinois)
Montgomery ist ein Dorf in der Metropolregion Chicago in den Landkreisen Kane und Kendall im US-Bundesstaat Illinois. Das Dorf ist ein Vorort von Chicago und liegt südwestlich der Stadt. Bei der Volkszählung 2020 hatte das Dorf 20.262 Einwohner.

## Geschichte
Der erste europäische Siedler, der in der Gegend ankam, war Jacob Carpenter, der im November 1832 aus Logan County, Ohio in die Gegend von Chicago kam. Im Herbst 1835 besuchte Daniel S. Gray aus Montgomery County, New York die Gegend, in der sich sein Bruder Nicholas Gray im vergangenen Frühjahr auf einer Farm niedergelassen hatte, die heute innerhalb der Grenzen von Kendall County liegt. Er traf sofort Vorbereitungen, um sich dort niederzulassen, und im Herbst 1836, nachdem seine Familie aus dem Staat New York weggezogen war, baute er das erste Holzhaus in der Gegend. Es befand sich im südlichen Teil des heutigen Montgomery, nahe dem Westufer des Fox River.
Daniel Gray gilt als Gründer von Montgomery und kaufte Landzuteilungen von der Bundesregierung und besaß große Landstriche.
Die Siedlung hieß mehrere Jahre lang „Graystown“, doch schließlich überzeugte Gray andere Siedler, das kleine Dorf „Montgomery“ zu nennen, nach dem New Yorker County, aus dem er und mehrere andere Siedler stammten.
Daniel Gray gründete in Montgomery viele Unternehmen, darunter eine Taverne, ein Geschäft, ein Lagerhaus, eine Gießerei, eine Mähdrescher- und Fabrikationswerkstatt sowie eine der besten Steingetreidemühlen des Countys (Gray–Watkins Mill). Gray traf Vorbereitungen für weitere Geschäftstätigkeiten, darunter die Gründung einer Fabrik für stationäre Motoren, als er im Oktober 1855 starb. Nach seinem Tod besaß er noch immer die Mehrheit der Grundstücke im Dorf. Seine Erben verkauften diese Grundstücke weiter und das Dorf wuchs weiter.
Am 17. Februar 1858 wurde das Dorf Montgomery eingemeindet. Ralph Gray, Sohn von Daniel Gray, wurde zum ersten Dorfvorsteher gewählt. Die Bevölkerungszahl von Montgomery blieb im restlichen 19. Jahrhundert mit etwa 300 Personen relativ konstant.
Während eines Großteils des 20. Jahrhunderts wuchs das Dorf langsam und stetig. Lyon Metal wurde 1904 in Montgomery gegründet und beteiligte sich an den Kriegsanstrengungen des Zweiten Weltkriegs. Das Aurora-Werk von Caterpillar an der südlichen Grenze von Montgomery produziert seit 1959 Radlader. Western Electric hatte sein Montgomery Works-Werk an der River Street, das zu Lucent Technologies wurde und 1995 geschlossen wurde. 1962 beschäftigte diese Fabrik 1.500 Menschen und stellte Telefonteile her.